# Amt Mecklenburgische Schweiz
Het Amt Mecklenburgische Schweiz is een samenwerkingsverband van 15 gemeenten in het  Landkreis Rostock in de Duitse deelstaat Mecklenburg-Voor-Pommeren. Het Amt telt 8.115 inwoners. Het bestuurscentrum bevindt zich in de stad Teterow die zelf geen deel uitmaakt van het Amt. Het Amt ontstond in 2004 door de fusie van de vroegere Amten Jördenstorf en Teterow-Land.

## Gemeenten
Het Amt bestaat uit de volgende gemeenten:
1. Alt Sührkow (389)
2. Dahmen (466)
3. Dalkendorf (251)
4. Groß Roge (615)
5. Groß Wokern (1.003)
6. Groß Wüstenfelde (800)
7. Hohen Demzin (344)
8. Jördenstorf (936)
9. Lelkendorf (432)
10. Prebberede (773)
11. Schorssow (467)
12. Schwasdorf (438)
13. Sukow-Levitzow (497)
14. Thürkow (376)
15. Warnkenhagen (328)